# Češnjevek (Cerklje na Gorenjskem, Slovenija)
Češnjevek je naselje u slovenskoj Općini Cerklju na Gorenjskem. Češnjevek se nalazi u pokrajini Gorenjskoj i statističkoj regiji Gorenjskoj. 

## Stanovništvo
Prema popisu stanovništva iz 2002. godine naselje je imalo 147 stanovnika.